# Showrunner
Showrunner, ou autor-produtor (no francês auteur-producteur) é, em televisão (principalmente nos Estados Unidos e Canadá), um termo que define um encarregado de manter a coerência geral de um programa de televisão, assumindo funções produtivo-criativas.
Geralmente este cargo é ocupado pelo criador do programa.
Deveres de um showrunner frequentemente incluem aqueles tradicionalmente atribuídos ao guionista principal, ao produtor executivo e ao revisor de guião. Os showrunners na produção de um seriado, como produtores, estão acima dos diretores.